# Christoph Moritz
Cristoph Moritz (Düren, 27 gennaio 1990) è un ex calciatore tedesco, di ruolo centrocampista.

## Carriera

### Club
Moritz inizia a giocare a soli quattro anni nelle giovanili dell'FC Viktoria 08 Arnoldsweiler. Dopo dodici anni passa nelle giovanili dell'Alemannia Aachen, dove resta tre anni con una presenza nella squadra riserve. Inizia la sua carriera da professionista nel 2009 quando firma un quadriennale fino al 30 giugno 2013. Dopo aver esordito in Bundesliga l'8 agosto, segna il suo primo goal ufficiale nella giornata di campionato successiva, riuscendo subito a ritagliarsi un notevole spazio nella squadra che lo porta ad essere impiegato per molte volte titolare anche della stagione 2010-2011. Il 5 febbraio 2013 viene reso noto il suo passaggio al Magonza, a partire dal 1º luglio successivo.

## Palmarès
- Coppa di Germania: 1

Schalke 04: 2010-2011
- Supercoppa di Germania: 1

Schalke 04: 2011